# Bràfim (ort)
Bràfim är en ort i Spanien.   Den ligger i provinsen Província de Tarragona och regionen Katalonien, i den östra delen av landet, 400 km öster om huvudstaden Madrid. Bràfim ligger 250 meter över havet och antalet invånare är 619.
Terrängen runt Bràfim är huvudsakligen platt, men åt nordost är den kuperad. Runt Bràfim är det ganska glesbefolkat, med 27 invånare per kvadratkilometer. Närmaste större samhälle är Tarragonès, 18,0 km söder om Bràfim. Trakten runt Bràfim består till största delen av jordbruksmark.